# Qanāt-e Kāsīān
Qanāt-e Kāsīān (persiska: قنات كاسيان, Kāsīān, قنات) är en ort i Iran.   Den ligger i provinsen Lorestan, i den västra delen av landet, 300 km sydväst om huvudstaden Teheran. Qanāt-e Kāsīān ligger 1 692 meter över havet och antalet invånare är 212.
Terrängen runt Qanāt-e Kāsīān är huvudsakligen kuperad, men österut är den bergig.Runt Qanāt-e Kāsīān är det ganska tätbefolkat, med 72 invånare per kvadratkilometer. Närmaste större samhälle är Chaghalvandī, 5,5 km väster om Qanāt-e Kāsīān. Trakten runt Qanāt-e Kāsīān består i huvudsak av gräsmarker.